# Berninches
Berninches – gmina w Hiszpanii, w prowincji Guadalajara, w Kastylii-La Mancha, o powierzchni 35,36 km². W 2011 roku gmina liczyła 76 mieszkańców.